# Olympische Geschichte Surinames
| Gelbes Symbol für Goldmedaillen mit stilisierten Olympischen Ringen | Graues Symbol für Silbermedaillen mit stilisierten Olympischen Ringen | Braundes Symbol für Bronzemedaillen mit stilisierten Olympischen Ringen |
| ------------------------------------------------------------------- | --------------------------------------------------------------------- | ----------------------------------------------------------------------- |
| 1                                                                   | —                                                                     | 1                                                                       |

Dachverband der olympischen Bewegung in Suriname ist das Surinaams Olympisch Comité (SOC). Das SOC wurde 1959 gegründet und noch im selben Jahr vom Internationalen Olympischen Komitee während seiner Session in München anerkannt.
Suriname nimmt seit 1968 an Olympischen Sommerspielen teil. 1980 folgte das Land dem Boykottaufruf der USA und blieb den Spielen von Moskau fern. Zu Winterspielen wurden bislang keine Athleten geschickt. Jugendliche Sportler nahmen an beiden bislang ausgetragenen Jugend-Sommerspielen teil.

## Übersicht

### Sommerspiele

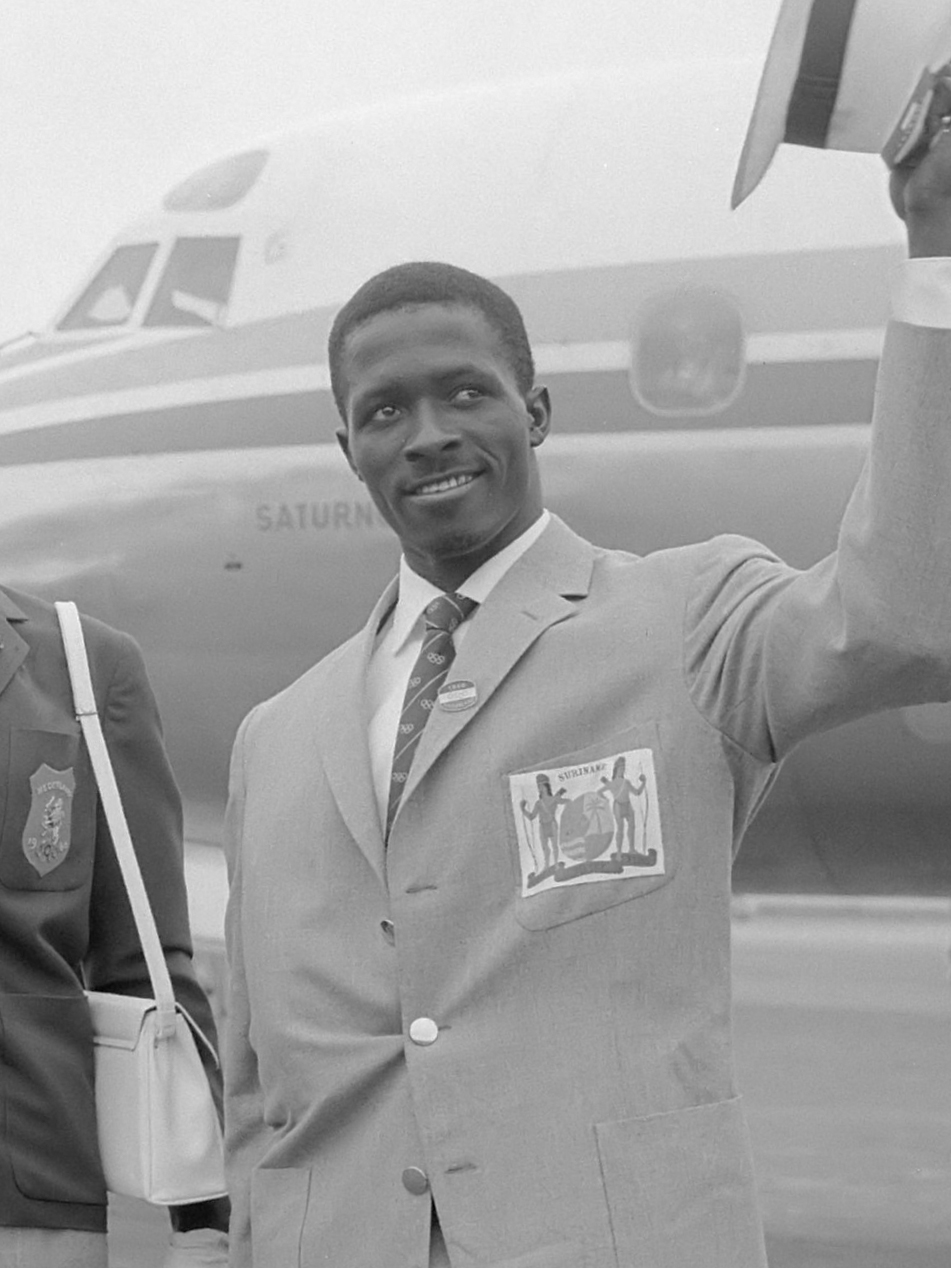
Siegfried Esajas bei der Ankunft in Rom 1960

Die erste Olympiamannschaft Surinames bestand aus einem Leichtathleten. Der erste Olympionike seines Landes sollte der Mittelstreckenläufer Siegfried Willem (Wim) Esajas werden. Doch Esajas hatte am Wettkampftag verschlafen und erschien nicht zum Start des 800-Meter-Laufs. Zudem verpasste die Basketball-Mannschaft im Qualifikationsturnier in Bologna unmittelbar vor Beginn der Spiele die Qualifikation. Somit wurde am 13. Oktober 1968 der Sprinter Edward George (Eddy) Monsels zum ersten surinamischen Teilnehmer an Olympischen Spielen. Die ersten Frauen Surinames bei Olympischen Spielen waren am 24. September 1988 in Seoul die Sprinterin Yvette Bonapart und die Mittelstreckenläuferin Letitia Vriesde.
Neben Leichtathleten nahmen in der Folgezeit auch Judoka (seit 1972), Schwimmer (seit 1984), Radsportler (seit 1988) und Badmintonspieler (seit 1996) teil.
Surinames erfolgreichster Olympionike war der Schwimmer Anthony Nesty. 1988 in Seoul gewann er die Goldmedaille über 100 Meter Delphin. Über die 200-Meter-Distanz wurde er Achter. Vier Jahre später in Barcelona gewann er noch einmal Bronze über die 100-Meter-Strecke. Es waren die bislang einzigen Olympiamedaillen eines Sportlers aus Suriname.

### Jugendspiele
Fünf jugendliche Sportler, zwei Jungen und drei Mädchen, gingen bei der ersten Austragung von Olympischen Jugend-Sommerspielen 2010 in Singapur in der Leichtathletik, im Badminton, Schwimmen und im Taekwondo an den Start.
In den gleichen Sportarten nahmen 2014 in Nanjing sechs Athleten, vier Jungen und zwei Mädchen, teil. Der Leichtathlet Miguel van Assen wurde Jugend-Olympiasieger im Dreisprung.

## Übersicht der Teilnehmer

### Sommerspiele
| Jahr      | Athleten           | Athleten           | Athleten           | Fahnenträger       | Sportarten         | Sportarten         | Sportarten         | Sportarten         | Sportarten         | Medaillen          | Medaillen          | Medaillen          | Medaillen          | Rang               |
| Jahr      | Gesamt             | Männer             | Frauen             | Fahnenträger       | Leichtathletik     | Judo               | Schwimmen          | Radsport           | Badminton          |                    |                    |                    | Gesamt             | Rang               |
| --------- | ------------------ | ------------------ | ------------------ | ------------------ | ------------------ | ------------------ | ------------------ | ------------------ | ------------------ | ------------------ | ------------------ | ------------------ | ------------------ | ------------------ |
| 1896–1956 | nicht teilgenommen | nicht teilgenommen | nicht teilgenommen | nicht teilgenommen | nicht teilgenommen | nicht teilgenommen | nicht teilgenommen | nicht teilgenommen | nicht teilgenommen | nicht teilgenommen | nicht teilgenommen | nicht teilgenommen | nicht teilgenommen | nicht teilgenommen |
| 1960      | 1                  | 1                  | 0                  | Wim Esajas         | 1                  |                    |                    |                    |                    |                    |                    |                    |                    |                    |
| 1964      | nicht teilgenommen | nicht teilgenommen | nicht teilgenommen | nicht teilgenommen | nicht teilgenommen | nicht teilgenommen | nicht teilgenommen | nicht teilgenommen | nicht teilgenommen | nicht teilgenommen | nicht teilgenommen | nicht teilgenommen | nicht teilgenommen | nicht teilgenommen |
| 1968      | 1                  | 1                  | 0                  |                    | 1                  |                    |                    |                    |                    |                    |                    |                    |                    |                    |
| 1972      | 2                  | 2                  | 0                  | Sammy Monsels      | 1                  | 1                  |                    |                    |                    |                    |                    |                    |                    |                    |
| 1976      | 3                  | 3                  | 0                  |                    | 2                  | 1                  |                    |                    |                    |                    |                    |                    |                    |                    |
| 1980      | nicht teilgenommen | nicht teilgenommen | nicht teilgenommen | nicht teilgenommen | nicht teilgenommen | nicht teilgenommen | nicht teilgenommen | nicht teilgenommen | nicht teilgenommen | nicht teilgenommen | nicht teilgenommen | nicht teilgenommen | nicht teilgenommen | nicht teilgenommen |
| 1984      | 5                  | 5                  | 0                  | Siegfried Cruden   | 2                  | 1                  | 2                  |                    |                    |                    |                    |                    |                    |                    |
| 1988      | 6                  | 4                  | 2                  | Anthony Nesty      | 3                  | 1                  | 1                  | 1                  |                    | 1                  |                    |                    | 1                  | 29                 |
| 1992      | 6                  | 5                  | 1                  | Tommy Asinga       | 2                  |                    | 3                  | 1                  |                    |                    |                    | 1                  | 1                  | 54                 |
| 1996      | 7                  | 5                  | 2                  | Enrico Linscheer   | 2                  |                    | 4                  |                    | 1                  |                    |                    |                    |                    |                    |
| 2000      | 4                  | 2                  | 2                  | Letitia Vriesde    | 2                  |                    | 2                  |                    |                    |                    |                    |                    |                    |                    |
| 2004      | 4                  | 2                  | 2                  | Letitia Vriesde    | 2                  |                    | 2                  |                    |                    |                    |                    |                    |                    |                    |
| 2008      | 4                  | 2                  | 2                  | Anthony Nesty      | 2                  |                    | 2                  |                    |                    |                    |                    |                    |                    |                    |
| 2012      | 5                  | 3                  | 2                  | Chinyere Pigot     | 2                  |                    | 2                  |                    | 1                  |                    |                    |                    |                    |                    |
| 2016      | 6                  | 4                  | 2                  | Sören Opti         | 2                  | 1                  | 2                  |                    | 1                  |                    |                    |                    |                    |                    |
| Gesamt    | Gesamt             | Gesamt             | Gesamt             | Gesamt             | Gesamt             | Gesamt             | Gesamt             | Gesamt             | Gesamt             | 1                  | 0                  | 1                  | 2                  | 94                 |

### Winterspiele
| Jahr      | Athleten           | Athleten           | Athleten           | Flaggenträger      | Sportarten         | Medaillen          | Medaillen          | Medaillen          | Medaillen          | Medaillen          |
| Jahr      | Gesamt             | m                  | w                  | Flaggenträger      | Sportarten         |                    |                    |                    | Gesamt             | Rang               |
| --------- | ------------------ | ------------------ | ------------------ | ------------------ | ------------------ | ------------------ | ------------------ | ------------------ | ------------------ | ------------------ |
| 1924–2018 | nicht teilgenommen | nicht teilgenommen | nicht teilgenommen | nicht teilgenommen | nicht teilgenommen | nicht teilgenommen | nicht teilgenommen | nicht teilgenommen | nicht teilgenommen | nicht teilgenommen |
| Gesamt    | Gesamt             | Gesamt             | Gesamt             | Gesamt             | Gesamt             | 0                  | 0                  | 0                  | 0                  | -                  |

### Jugend-Sommerspiele
| Jahr   | Athleten | Athleten | Athleten | Flaggenträger | Sportarten     | Sportarten | Sportarten | Sportarten | Medaillen | Medaillen | Medaillen | Medaillen | Medaillen |
| Jahr   | Gesamt   | m        | w        | Flaggenträger | Leichtathletik | Badminton  | Schwimmen  | Taekwondo  |           |           |           | Gesamt    | Rang      |
| ------ | -------- | -------- | -------- | ------------- | -------------- | ---------- | ---------- | ---------- | --------- | --------- | --------- | --------- | --------- |
| 2010   | 5        | 2        | 3        | Tosh van Dijk | 1              | 1          | 2          | 1          |           |           |           |           |           |
| 2014   | 6        | 4        | 2        |               | 2              | 1          | 2          | 1          | 1         |           |           | 1         |           |
| Gesamt | Gesamt   | Gesamt   | Gesamt   | Gesamt        | Gesamt         | Gesamt     | Gesamt     | Gesamt     | 1         | 0         | 0         | 1         | 49        |

### Jugend-Winterspiele
| Jahr      | Athleten           | Athleten           | Athleten           | Flaggenträger      | Sportarten         | Medaillen          | Medaillen          | Medaillen          | Medaillen          | Medaillen          |
| Jahr      | Gesamt             | m                  | w                  | Flaggenträger      | Sportarten         |                    |                    |                    | Gesamt             | Rang               |
| --------- | ------------------ | ------------------ | ------------------ | ------------------ | ------------------ | ------------------ | ------------------ | ------------------ | ------------------ | ------------------ |
| 2012–2016 | nicht teilgenommen | nicht teilgenommen | nicht teilgenommen | nicht teilgenommen | nicht teilgenommen | nicht teilgenommen | nicht teilgenommen | nicht teilgenommen | nicht teilgenommen | nicht teilgenommen |
| Gesamt    | Gesamt             | Gesamt             | Gesamt             | Gesamt             | Gesamt             | 0                  | 0                  | 0                  | 0                  | -                  |

## Medaillengewinner

### Goldmedaillen
| Name          | Spiele     | Sportart  | Disziplin         | Anmerkung                              |
| ------------- | ---------- | --------- | ----------------- | -------------------------------------- |
| Anthony Nesty | 1988 Seoul | Schwimmen | 100 Meter Delphin | erster Olympiasieg und Medaillengewinn |

### Silbermedaillen
Bislang (Stand 2018) keine Medaillengewinner

### Bronzemedaillen
| Name          | Spiele         | Sportart  | Disziplin         | Anmerkung |
| ------------- | -------------- | --------- | ----------------- | --------- |
| Anthony Nesty | 1992 Barcelona | Schwimmen | 100 Meter Delphin |           |

## Medaillen nach Sportart
| Sportart  | Gold | Silber | Bronze | Gesamt |
| Schwimmen | 1    | 0      | 1      | 2      |
| Gesamt    | 1    | 0      | 1      | 2      |

## Medaillenspiegel

### Olympische Spiele
|                         |   |   |   | Gesamt | Rang |
| ----------------------- | - | - | - | ------ | ---- |
| Olympische Sommerspiele | 1 | 0 | 1 | 2      | 94   |
| Olympische Winterspiele | 0 | 0 | 0 | 0      | -    |
| Gesamt                  | 1 | 0 | 1 | 2      | 95   |

### Olympische Jugendspiele
|                                |   |   |   | Gesamt | Rang |
| ------------------------------ | - | - | - | ------ | ---- |
| Olympische Jugend-Sommerspiele | 1 | 0 | 0 | 1      | 62   |
| Olympische Winterspiele        | 0 | 0 | 0 | 0      | -    |
| Gesamt                         | 1 | 0 | 0 | 1      | 66   |